# Dakoslawen
Dakoslaven (auch als Dakoslawen betitelt) bezeichnete die in Dakien wohnhaften Slawen. Die Gegend wurde im 6. Jahrhundert erstmals von Slawen besiedelt. Bereits im 6. Jahrhundert spalteten sich die ansässigen Volksstämme in Anten und Slovênen. Noch heute finden sich in Siebenbürgen zahlreiche Ortsnamen slawischen Ursprungs.
Im 20. Jahrhundert wurden sie sogar vereinzelt neben den Ost- und Westslawen als dritte Volksgruppe in Siebenbürgen bezeichnet und als Vorfahren der Karaschowanern gesehen.